# Volcán Chicabal
Chicabal (hiszp. Volcán de Chicabal) – nieaktywny wulkan w Gwatemali, w departamencie Quetzaltenango. Znajduje się w łańcuchu wulkanicznym ciągnącym się wzdłuż południowego wybrzeża Gwatemali. Wznosi się prawie na wysokość 2900 m n.p.m. Wulkan i brzegi jeziora pokryte są lasami.
Zalew jest jednym z najważniejszych świętych miejsc Majów w Gwatemali. Chicabal w dialekcie mam oznacza „ducha słodkiej krwi” lub „dobre lub słodkie miejsce”. 